# Теруо Накамура
Теруо Накамура (на японски: 中村 輝夫 Nakamura Teruo) (8 октомври 1919 – 15 юни 1979) е редник от Императорската японска армия, участвал във Втората световна война, който отказва да се предаде до 1974 г. Това е последният предал се войник от японската армия след края на войната през 1945 г.
Накамура е от коренното население ами и е роден на остров Тайван по времето, когато той е под владичеството на Японската империя. Името му на езика ами е Атун Палалин.

## Военна служба
Роден през 1919 г., Накамура влиза в доброволческите части на Императорската японска армия през ноември 1943 г. След това е позициониран на остров Моротай в Индонезия, малко преди островът да бъде превзет от съюзническите войски през септември 1944 г. в Битката за Моротай. През март 1945 г. е обявен за мъртъв.
След превземането на острова, Накамура живее с други японски войници в нелегалност на острова до 1950-те години, като през дълги периоди живее и сам. През 1956 г. той изоставя останалите японски войници на острова и започва сам да строи малък лагер, съставен от малка колиба в оградено поле, с размери 20 x 30 метра.

## Откриване
Колибата на Накамура е открита случайно от пилот през 1974 г. През ноември 1974 г. японското посолство в Джакарта моли за помощ индонезийското правителство, за да организира операция по търсенето на войника, която е проведена от индонезийските военновъздушни сили на о. Моротай и завършва с ареста на Накамура от индонезийски войници на 18 декември 1974 г. Той е транспортиран в Джакарта и хоспитализиран там. Новините за намирането му достигат Япония на 27 декември 1974 г. Накамура решава да бъде репатриран в Тайван, където и умира от рак на белия дроб пет години по-късно, през 1979 г.
Репатрацията на Накамура и възприятието му от японското общество се различават значително от други подобни случаи, като този на Хиро Онода, който е намерен няколко месеца по-рано. Една причина за това е въпросът за националността му. Той е роден в Тайван и е етнически ами, което означава, че по закон е без гражданство. Въпреки че въпросът за националността е от голямо значение за японското общество по онова време, японското посолство в Джакарта му предлага да бъде репатриран в Япония. По време на залавянето му той не говори нито японски, нито китайски. От друга страна, докато Хиро Онода е офицер, Накамура е едва редник от японска колония. Това не предизвиква особен интерес, тъй като това по-скоро би повдигнало темата за японския колониализъм по времето на войната.